# プロスペクト・アベニュー駅 (IRTホワイト・プレーンズ・ロード線)
プロスペクト・アベニュー駅 (英語: Prospect Avenue) はニューヨーク市地下鉄IRTホワイト・プレーンズ・ロード線の駅である。ブロンクス区ウッドサイドのプロスペクト・アベニューと東160丁目、ウェストチェスター・アベニュー、ロングウッド・アベニューの交差点に位置し、2系統が終日、5系統が深夜とラッシュ時を除く終日停車する。

## 駅構造
| P ホーム階 | 相対式ホーム、右側扉が開く | 相対式ホーム、右側扉が開く |
| P ホーム階 | 南行緩行線                 | ← フラットブッシュ・アベニュー-ブルックリン・カレッジ駅行き（ジャクソン・アベニュー駅） ← 平日：フラットブッシュ・アベニュー-ブルックリン・カレッジ駅行き（ジャクソン・アベニュー駅） ← 週末：ボウリング・グリーン駅行き（ジャクソン・アベニュー駅） |
| P ホーム階 | 混雑方向急行線             | ← ラッシュ時混雑方向：通過 → |
| P ホーム階 | 北行緩行線                 | → ウェイクフィールド-241丁目駅行き（インターベール・アベニュー駅）→ 夕ラッシュ時及び深夜帯を除く終日：イーストチェスター-ダイアー・アベニュー駅行き（インターベール・アベニュー駅）→                                                                 |
| P ホーム階 | 相対式ホーム、右側扉が開く | |
| G          | 地上階                     | 出入口 |

駅は1904年11月26日にIRTホワイト・プレーンズ・ロード線のジャクソン・アベニュー駅 - 180丁目-ブロンクス・パーク駅間の開業と共に開業した。駅は相対式ホーム2面と緩行線2線・急行線1線を有した2面3線の高架駅で、中央の急行線はラッシュ時に急行運転を行う5系統が使用している。
駅には2006年にウクライナのアーティスト、Marina Tsersarskayaが製作したアートワーク『Bronx, Four Seasons』が設置されている。このアートは気象学の4つの季節に関連する画像をイメージして描かれたホーム上のステンドグラスパネルと駅舎から構成されている。
当駅はアメリカ合衆国国家歴史登録財に登録されている。

### 出口
当駅は高架駅ながら高架橋が低いため中間階を作る余裕がなく、ホームごとに改札口は独立しており改札内で南北ホーム間を行き来することはできなくなっている。
南行ホーム側の改札口には回転式改札機やきっぷ売り場、待合室、ホームへのドアがある。改札外にはプロスペクト・アベニューと東160丁目、ウェストチェスター・アベニュー、ロングウッド・アベニューの交差点北西と同交差点西側への階段がそれぞれ1つずつある。また、ホームにある出場専用回転式改札機は、通りへの階段に直接つながっている。
北行ホーム側の改札口には現在は閉鎖された旅客案内窓口、回転式改札機、待合室、ホームへのドアがある。改札外にはプロスペクト・アベニューと東160丁目、ウェストチェスター・アベニュー、ロングウッド・アベニューの交差点北東への階段2つと同交差点南西への階段1つがある。南行ホームと同じくホームにある出場専用回転式改札機は、通りへの階段に直接つながっている。